# Casa de David J. Melul
La Casa de David J. Melul és el millor treball modernista d'Enrique Nieto, l'obra mestra del modernisme floral de Melilla i, per tant, un dels edificis més importants de Melilla. Està situat en la plaça d'Espanya, dins de l'Eixample Modernista i forma part del Conjunt Històric Artístic de la Ciutat de Melilla, un Bé d'Interès Cultural.

## Història

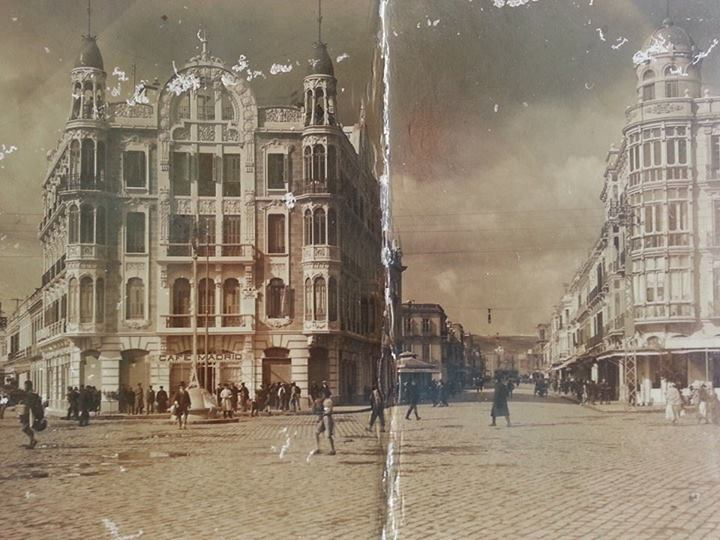
1917

Va ser iniciat el 17 de desembre de 1906 i construït segons projecte Alejandro Rodríguez-Borlado Álvarez de 24 de gener de 1907 en un estil classicista, constant llavors d'una planta baixa i una planta alta. Després de modificar-se el traçat de la plaça d'Espanya i ampliar-se el nombre de plantes permesa, va ser ampliat i "reformat", més aviat reconstruït per la Societat Espanyola d'Estudis i Construccions aprofitant part de l'immoble de Borlado entre el 12 de juliol de 1915 i el 3 de juliol de 1917  segons projecte de l'arquitecte Enrique Nieto tornant-lo modernista i encàrrec de David J. Melul, un empresari propietari del comerç Gran Basar Reina Victòria, situat en els baixos de l'edifici, que a més posseïa la consignació de la Línia de Vapors Tintoré, el Vapor “Velarde” a Barcelona, i el José Díaz i Compª. a Cadis, una agència de duanes, transports marítims, noliejaments, avaries, assegurances marítimes, vida i incendis, comissions i representacions que gaudia de la prosperitat que a Melilla era característica de principis de segle i que va permetre la construcció del centre urbà i dels més destacats edificis de la ciutat.
El 29 de gener Nieto realitza l'escomesa del clavegueram per a Jacobo Salama Hachuel. Sobre 1930 són derrocats els templets i sobre 1970 l'arc de la façana d a la plaça d'Espanya a causa de la seva execució amb materials molt fràgils.
En 1989 es van restaurar les façanes, i a causa del contrast dels seus graciosos colors es va denominar "El Pastís" i en 2015 es van tornar a restaurar guiats per l'estudi d'arquitectura Montero & Moreno, recuperant-se les balconades i els colors originals, encara que no es van poder recuperar les rematades.
En l'edifici van estar a més del Gran Basar Reina Victòria, La Cerveseria L'Anglesa, on Enrique Nieto coneixeria a Josefa, la seva futura esposa, el Cafè Madrid, La Fortuna, AUCONA-Transmediterránea, Postal Express, Òptica Roca, Joieria Londrés i El Palau de Cristall.

## Descripció
És el millor treball modernista d'Enrique Nieto, l'obra mestra del modernisme floral de Melilla i, per tant, un dels edificis més importants de Melilla, gràcies a les seves meravelloses façanes, més pròpies d'un món delirant de fantasia, que d'un edifici d'habitatges. En ell podem veure com Enrique Nieto era clarament deixeble de Lluís Domènech i Montaner, com observem en la utilització d'elements del geni modernista català en aquesta obra africana.
Consta de planta baixa i altres tres sobre aquesta, més els quarts del terrat. Està construït amb parets de maçoneria de pedra local i maó massís, amb revoltons del mateix maó per als sostres, materials molt humils.

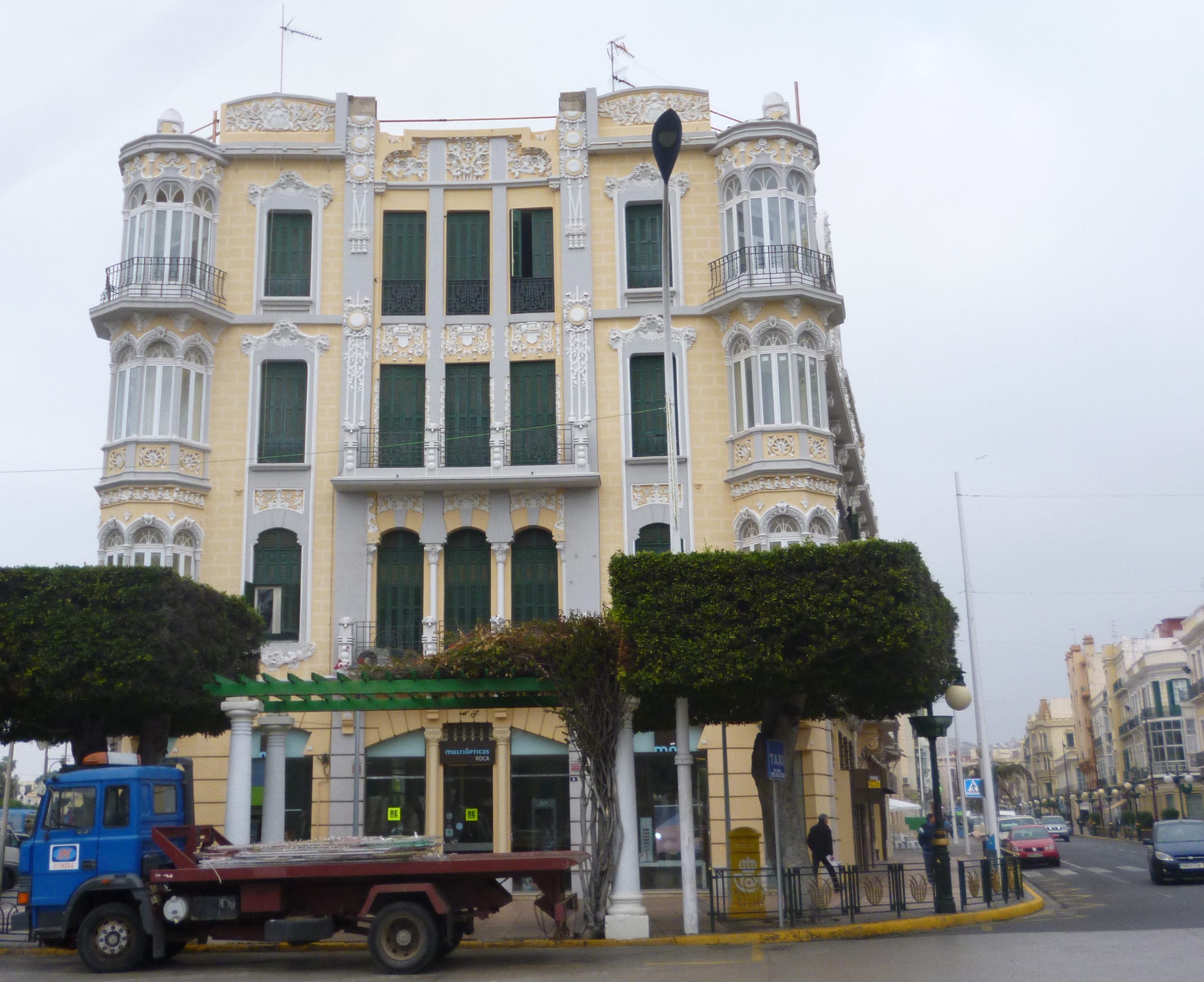
Plaza d'Espanya

Les seves façanes donen a tres carrers, L'Avinguda, la plaça d'Espanya i al carrer General Marí. D'elles la més important és la que dóna a la plaça d'Espanya, on la planta baixa, de composició simple, parets de línies horitzontals que s'alternen amb columnes de ferro colat que donen pas a arc escarser, que sustenten la resta de la composició, unes balconades corregudes, la de la planta principal oculta amb una inútil pèrgola, amb finestres, tancades amb contraventanas verdes recercadas sobre els draps, que presenten un encoixinat simulat pintat de color salmó, acabant en unes muralletes excepcionalment decorades amb motllures de fullaraca.
Estan flanquejades per miradors situats en els xamfrans de les cantonades, tapats per arbres. Aquests són de forma poligonal arrodonida, i estan composts de cares, amb fines columnetes que sostenen arcs, amb garlandes en la planta principal, una motllura que fingeix el calat en la primera planta i una balconada que l'envolta en la segona, on començaven els templets amb imbricacions que els remataven, avui perduts.
Aquesta façana culminava amb un arc segmentat de mig punt, amb sanefes en la seva part interior i motllures en la resta, perdut en un terratrèmol en 1940.

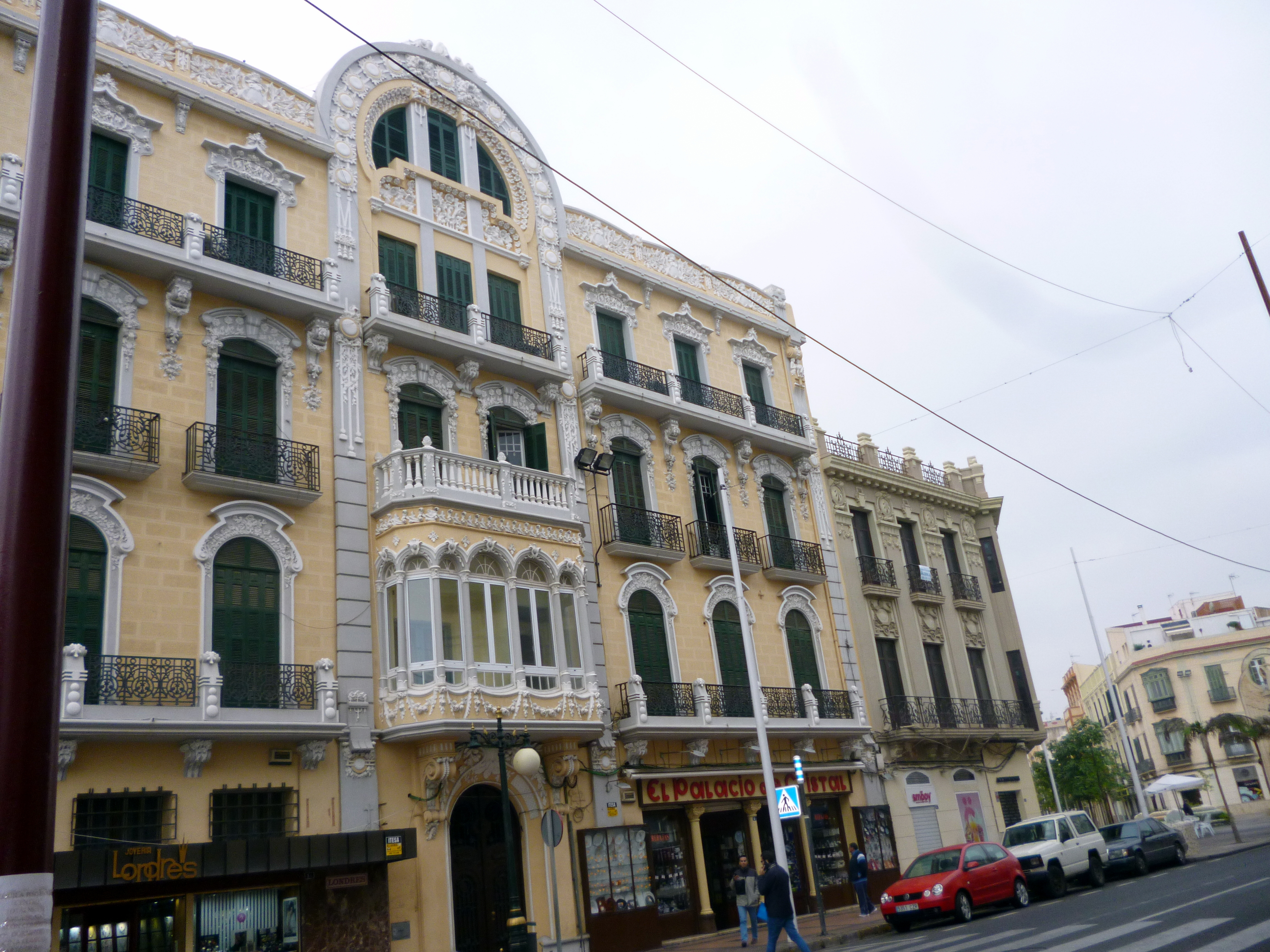
L'Avinguda

En la façana de L'Avinguda destaca l'eix central que s'inicia amb la porta d'entrada al portal en arc i amb una magistral motllura. Aquesta porta, amb un bellíssim treball de fusteria i forja, dóna pas a un preciós vestíbul el que en el seu sostre es troba una excepcional motllura i davant de l'escala es troba una excepcional cancel·la de meravellosos perfils curvilinis de fusta que sostenen els cristalls.
Continuant en l'exterior, un mirador rectangular, que inicien dues mènsules i que es componen d'arcs recolzades en columnetes que arrenquen en un drap amb garlandes, aquest acaba en una terrassa superior amb una preciosa balustrada i finestres amb precioses motllures. En la segona planta se situa una balconada tancada amb reixeries i en la tercera un altre arc segmentat de mig punt conservat que finalitza la part. La resta de la façana, limitat per pilastres de línies esquinçades, de les quals les laterals finalitzen en escultures de nenes que juguen i, sobre ells, gots de coronació, es compon de murs oberts per finestres que donen a balconades corregudes amb belles reixeries de fosa a la sorra, amb una composició que serà el precedent d'altres edificis, com a Casa La Pilarica, Casa L'aqüeducte i la Casa d'Enrique Nieto, amb una planta principal de balconada correguda, una planta primera de petits balcons individuals i una segona de balconada correguda, igual que ocorre amb la façana al carrer General Marina, on mancant un gran eix central, els draps que envolten a la finestres central són més llargs que els altres.

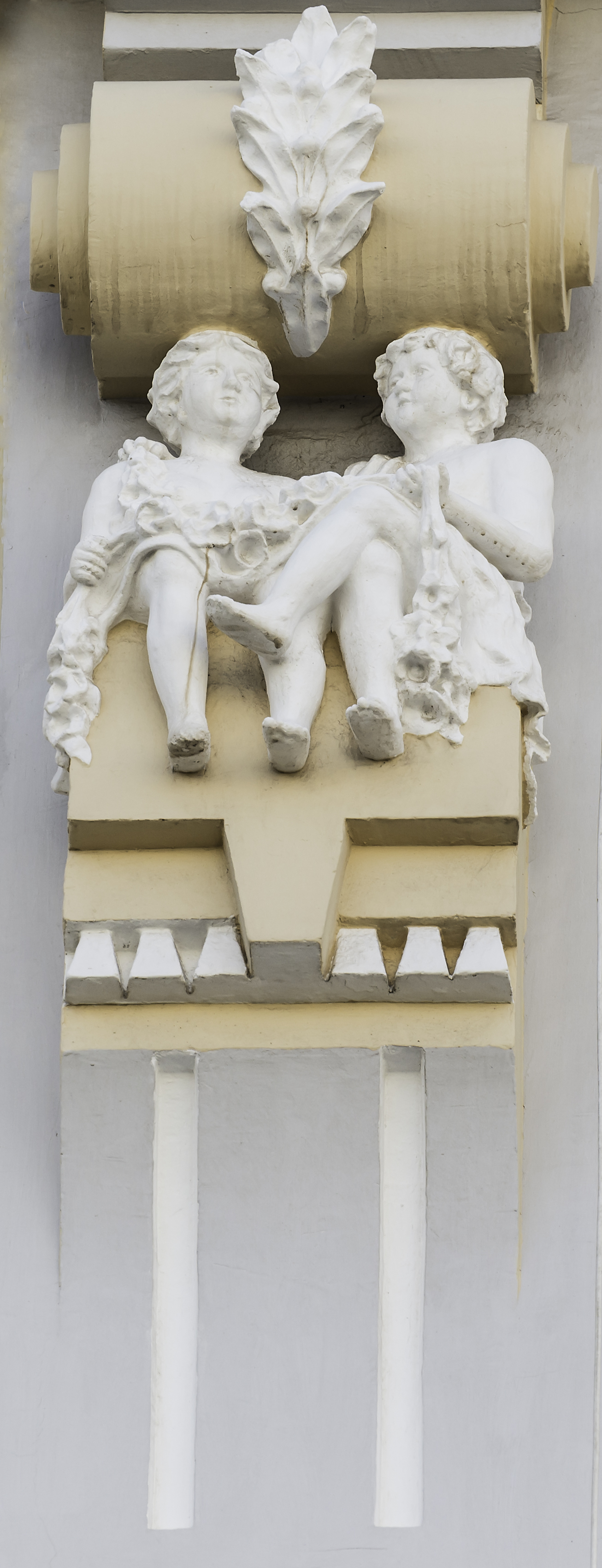
Detall figuratiu en la façana
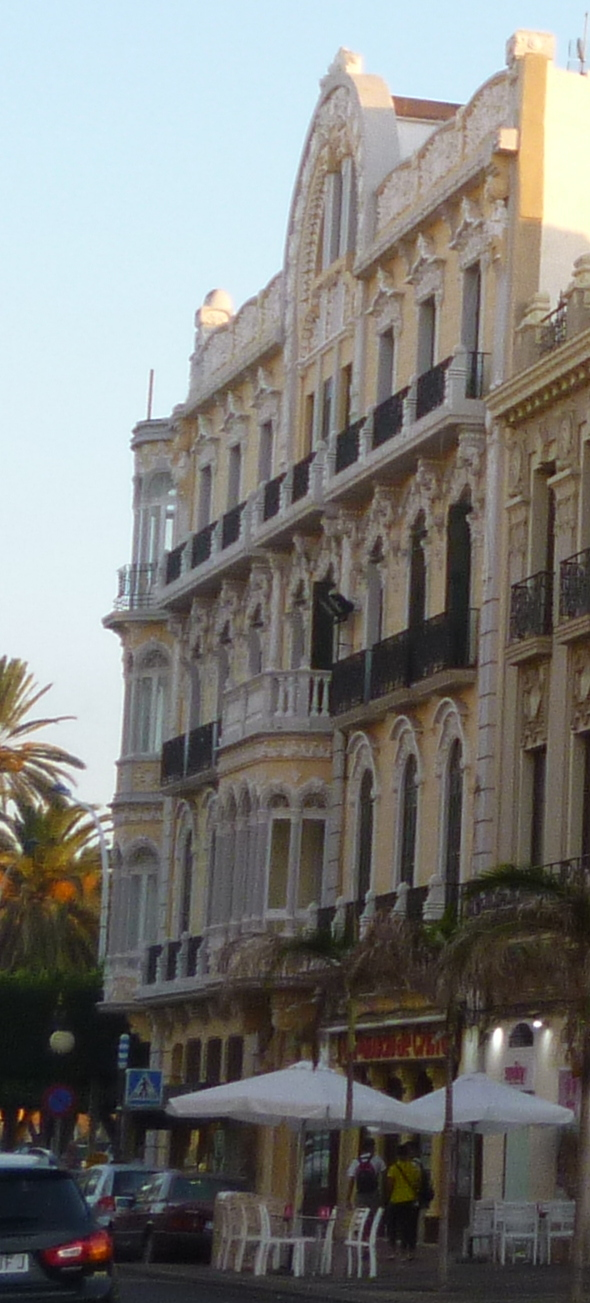
L'Avinguda
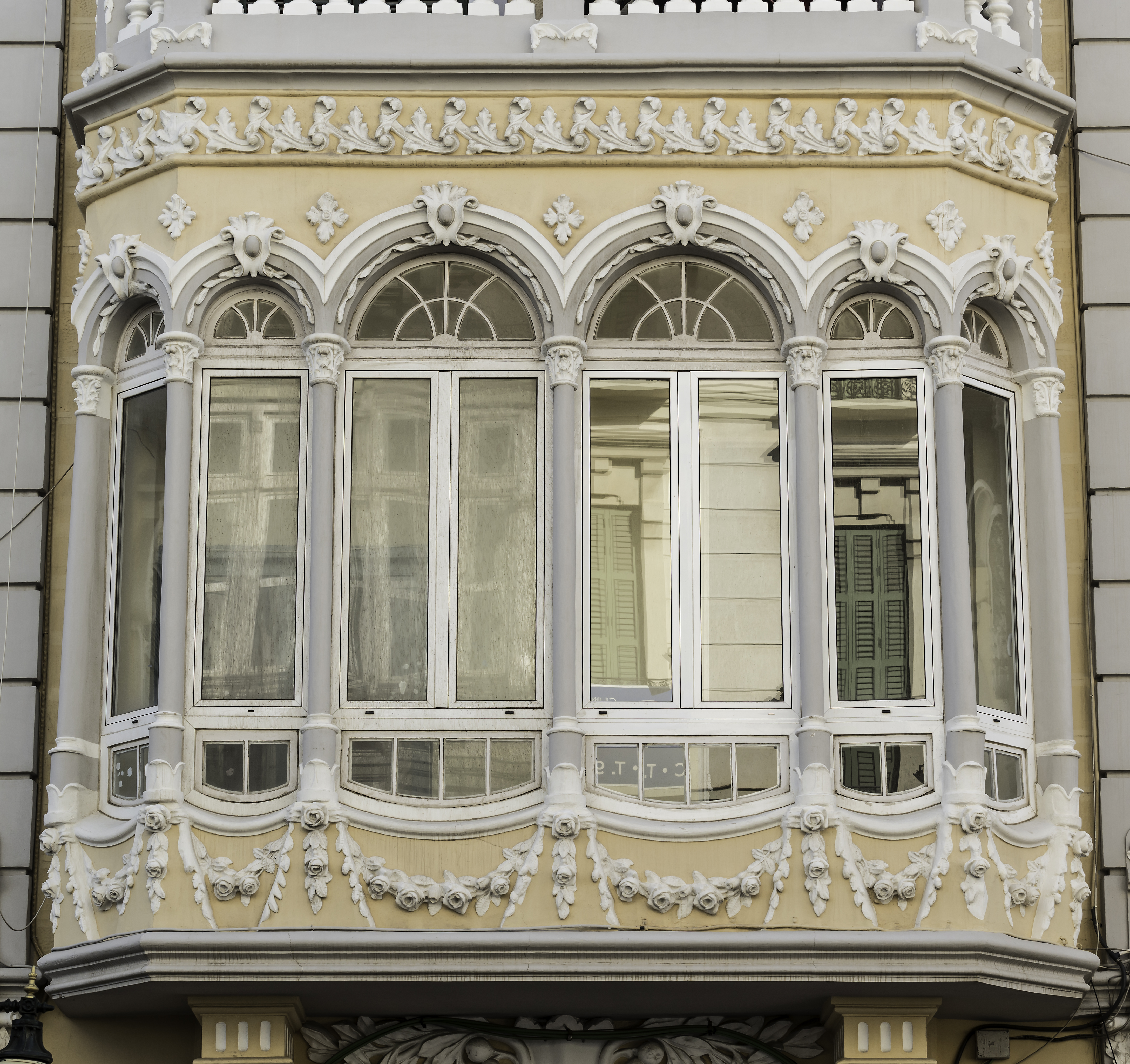
Mirador L'Avinguda
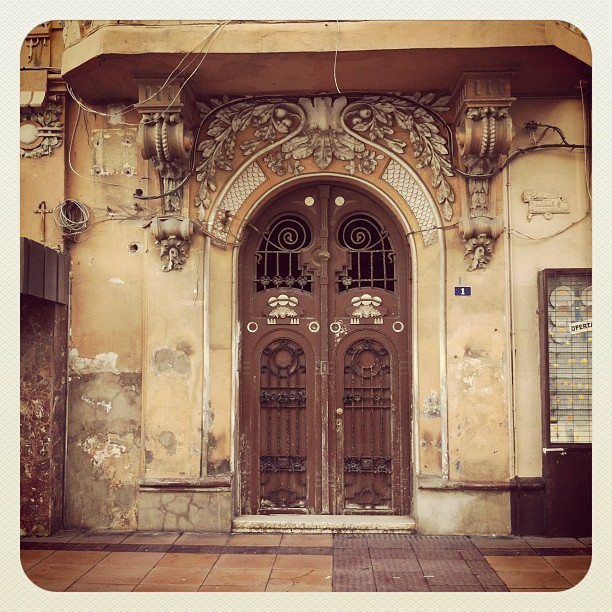
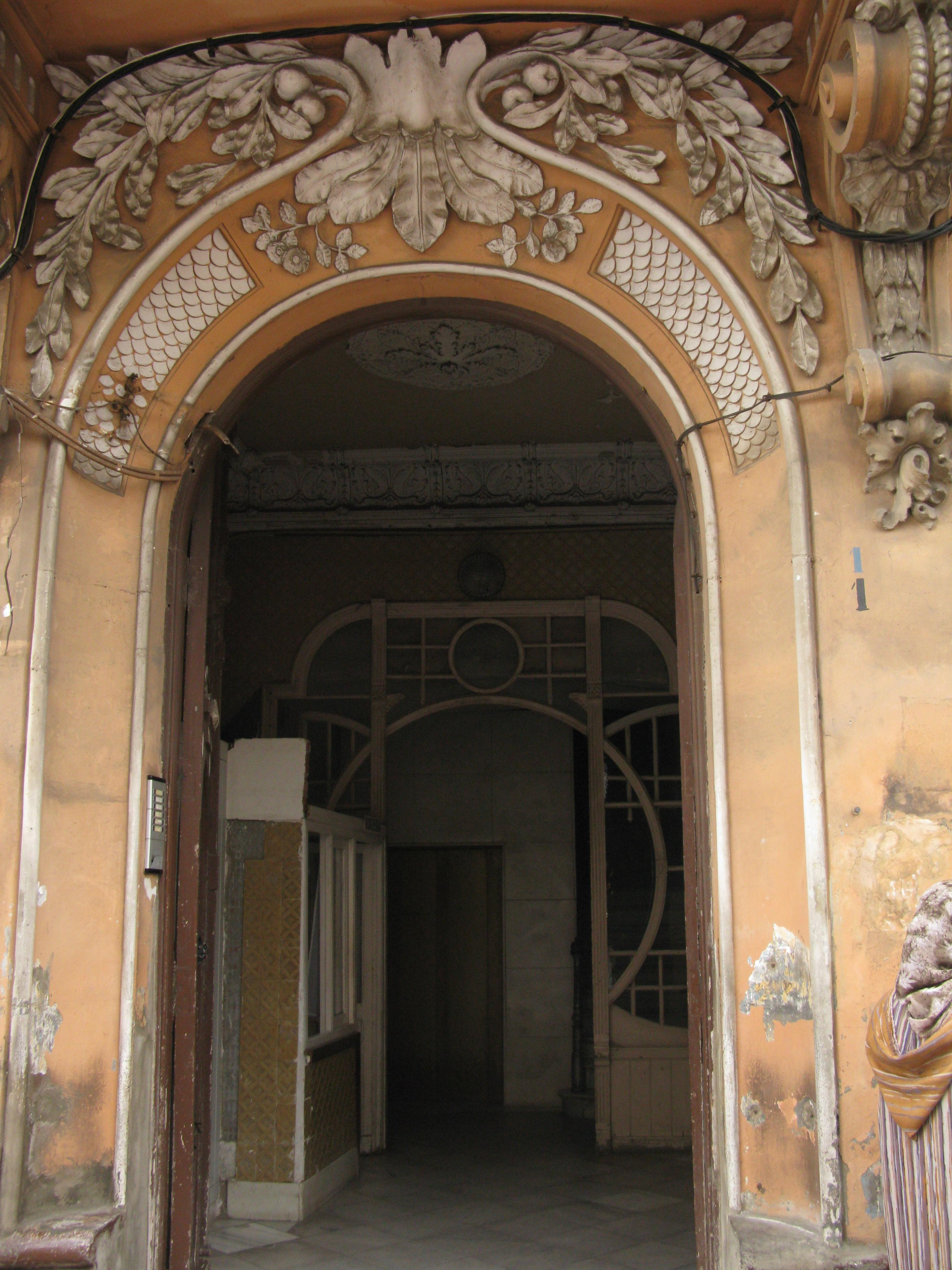